# Lieja-Bastoña-Lieja 1933
La Lieja-Bastogne-Lieja 1933 fue la 23.ª edición de la clásica ciclista Lieja-Bastoña-Lieja. La carrera se disputó el domingo 25 de mayo de 1933, sobre un recorrido de 213 km. El vencedor final fue el belga François Gardier (Depas Cycles) que venció en solitario. Sus compatriotas René Dewolf y Albert Bolly fueron segundo y tercero respectivamente. 

## Clasificación final
| Posición | Ciclista            | Equipo       | Tiempo   |
| -------- | ------------------- | ------------ | -------- |
| 1        | François Gardier    | Depas Cycles | 6h05'24" |
| 2        | René Dewolf         | -            | a 2'16"  |
| 3        | Albert Bolly        | -            | a 2'18"  |
| 4        | Edward Vissers      | -            | a 2'41"  |
| 5        | Georges Lemaire     | Depas Cycles | a 2'51"  |
| 6        | Joseph Vanderhaegen | -            | a 8'08"  |
| 7        | François Adam       | Armor        | s.t.     |
| 8        | Auguste Van Tricht  | -            | a 8'21"  |
| 9        | Désiré Louesse      | -            | a 8'30"  |
| 10       | André Decroix       | -            | a 8'32"  |